# Битва под Галичем
Би́тва под Га́личем — одно из сражений Династической войны на Руси второй четверти XV века, произошедшее 27 января 1450 года на склоне Шемякиной горы у стен города Галича Мерьского. Напавшим на город войскам Василия Васильевича Тёмного противостояла рать Дмитрия Юрьевича Шемяки, лично участвовавшего в битве. Кровопролитное сражение завершилось поражением войск Дмитрия Юрьевича и, в дальнейшем, переходом Галича под власть Василия Васильевича:140.

## Предыстория
В ходе Междоусобной войны после 13 апреля 1449 года неподалёку от Костромы было заключено перемирие между Дмитрием Юрьевичем и Василием Тёмным (докончание не сохранилось); Дмитрий Шемяка отправился в Галич (Галич-Мерьский):134. Осенью 1449 года Василий II послал «изгонной ратью» на Галич князя Василия Ярославича. Узнав об этом, Дмитрий Юрьевич вывез жену и сына из Галича в Великий Новгород, а сам, «в Великом Новегороде не быв, пошед Галицю»:Стб. 192:136, 137.
В конце 1449 — начале 1450 года в поход против Дмитрия Шемяки выступил Василий Васильевич «с своею силою и с Тотары»:Стб. 192. Получив известие о том, что Дмитрий Юрьевич движется к Вологде, Василий Тёмный направился не к Галичу, как предполагалось в начале похода, а в северные костромские волости Иледам и Обнора, намереваясь оттуда двинуться навстречу Дмитрию в Вологду. Василий дошёл до храма святого Николая на Обноре, когда ему сообщили, что Дмитрий Юрьевич повернул к Галичу. Василий II «воротися Обнорою на низ, да Костромою вверх»:209, дошёл до Железного Борка и остановился в Иоанно-Предтеченском монастыре, неподалёку от устья реки Вёксы. Здесь Василий узнал, что Дмитрий Юрьевич уже в Галиче, «людеи около его много, а город крепит и пушки готовит, и рать пешая у него, а сам перед городом стоит со всею силою». Василий Тёмный, назначив князя Василия Оболенского главным воеводой, отправил под Галич «князей своих и воевод со всею силою своею», а также «прочих князей и воевод многое множество, потом же и царевичев отпустил и всех князей с ними»:209:139, 140.

## Сражение

### Ход битвы по летописным данным

Схема расположения оборонительных сооружений древнего Галича (по П. А. Раппопорту). Из книги: Тиц А. А. На земле древнего Галича.

27 января 1450 года войска князя Василия Оболенского, двигаясь вдоль покрытой льдом Вёксы, достигли Галича. Дмитрий Юрьевич «со всею силою» расположился на горе под Галичским кремлём, «не поступая ни с места». Воеводы Василия Тёмного подошли к горе со стороны озера и начали взбираться на неё из оврагов, «опасаяся, понеже бо гора крута». Из Галича по ним был открыт огонь («начаша первое з города пушки пущати, и тюфяки, и пищали, и самострелы»), но «ни во что же бысть се» и «не убиша никого же. И тако поидоша полкы вместо, и бысть сеча зла», в завязавшемся рукопашном сражении победили полки Василия Тёмного — «многих избиша, а лутчих всех руками яша, а сам князь едва убежа, а пешую рать мало не всю избиша, а город затворился»:209:140. 
Получив известие о победе своих войск, из Железного Борка к Галичу прибыл Василий Васильевич; узнав о его приезде, горожане «предашася ему». Подавив в занятом городе сопротивление непокорных галичан («омирив» Галич), Василий Тёмный посадил в городе своего наместника, и вернулся «на Москву на Масленой неделе, а Шемяка убежа к Новугороду к Великому»:209:6:140.

### Реконструкции историков и краеведов
В 1784 году Василий Татищев в IV томе «Истории Российской» без ссылок на источники поместил следующее описание сражения под Галичем: «Воеводы великого Князя поидоша с озера к горе, опасаяся, понеже бо гора крута. И выправяся из тех врагов вшедше на гору, начаша полки сходитися. Первее сразися Салтан Касим с своим полком, потом и все полци, и бысть бой крепок надолзе, падаху людие с обеих сторон. Князь же Димитрии ездил по полкам своим понуждая, ведый бо свою гибель искал сломити; також князь Василий Иванович, не хотя себя посрамити ездил всюду, помогая. Князь же Дмитрьи Ряполовский со двором великого Князя видя битву продолжаему, удари в средину полка Шемякина и раздвои; нача сещи обоюду; и князь Васильи Ивановичь наступи с пешими на левые полки, а Салтан к ним на правые Шемякины. Димитрьй видев своя вои раздвоены не знал где помогати и побеже. Тогда поможе Бог великому Князю Василью Васильевичу: победи полки Шемякины и пешую рать его, мало не всю избиша; не можаху Князье избежати, а за конными не даша гнатися, лутчих же людей всех изымаша. Город Галич затворися а Воеводы великого Князя сташа на костях, повелев мертвые погребати»:579, 580.

Валы укреплений Галича конца XIV — начала XV века. Фото из книги: Тиц А. А. На земле древнего Галича.

Павлом Смирновым в 1948 году была предпринята попытка реконструкции Галичского сражения. Согласно П. П. Смирнову, Дмитрий Юрьевич расположился рядом с Паисьево-Галичским монастырём «на южной оконечности горы Красницы, прикрывая Костромскую дорогу и обход Галича с юга. Очевидно, Шемяка не боялся, что Оболенский может пойти на Галич с севера со стороны озера или с западной стороны, где в обоих случаях он оказался бы в нешироком дефиле под обстрелом артиллерии с городских стен». Однако князь Василий Оболенский «предпринял неожиданный для Шемяки манёвр: он повёл свои войска от озера прямо на обрыв горы Красницы, чтобы выйти в тыл расположению Шемяки и разгромить его силы». Огонь крепостной артиллерии оказался неэффективным и не остановил штурмующих, одержавших затем победу в пешем бою.
Павел Свиньин отмечает, что Дмитрий Шемяка впервые в России применил пищали, заимствованные им, по всей видимости, из Литвы. П. П. Свиньин также воспроизводит сообщение «одного современного летописца» (предположительно, Березниковского летописца, составленного в 1572 году и к концу XIX века утраченного) об ужасе, который наводил на воинство Василия Тёмного огонь из пищалей: «Аже не взвидев Божияго света, пали лицем на землю; токмо храбрые ограждашася знамением креста, чая преставления света»:173, 174:33, 42.
В издании «Материалы из русской истории, статистики и географии» (1846) без ссылок на источники приводится следующая версия: в битве под Галичем Дмитрий Юрьевич «стрелял из пушки, полученной из Польши от графов Чарториских, но её разорвало»:79.
Высказывается предположение, что войска Василия Тёмного атаковали город с противоположной от озера стороны Шемякиной горы. Противоположная от озера сторона имеет сложный рельеф, благодаря чему штурмующие оказались практически недосягаемыми для обстрела и сумели по оврагам подойти почти вплотную к крепости:11, 13.
Согласно галичскому краеведу С. В. Виноградовой (Рычковой), под самострелами в летописном рассказе подразумеваются крепостные камнемёты, в основе которых лежал лук, натягиваемый с помощью ворота. Такие орудия могли метать лишь небольшие камни на малые расстояния:32, 33. 

### Причины победы войск Василия Васильевича
Николай Карамзин отмечал: в то время, как рать Дмитрия Юрьевича имела «выгоду расположения», у дружин Василия Тёмного было «превосходство в силах»:339. Многочисленность полков Василия Васильевича отмечал Николай Полевой:391. По мнению Николая Борисова причинами победы войск Василия Тёмного стали численное превосходство (и, в частности, — большее количество конницы), «более высокая боевая выучка», превосходство в вооружении, участие в битве татар, пугавших «непривычных к сражению с „погаными“ галичан своими дикими воплями и невероятной ловкостью в седле»:117, 118.

## Последствия
По замечанию Александра Зимина, «После падения Галича судьба Дмитрия Шемяки была предрешена»:141. Историки расценивали битву под Галичем, как «последнее кровопролитное действие Княжеских междоусобий»:339, «страшное поражение»:92, «решающее поражение»:199 Дмитрия Юрьевича. В сражении погибла почти вся галицкая «пешая рать»:200. Тем не менее, Дмитрий Юрьевич продолжал борьбу с Василием Васильевичем ещё около трёх лет:142—153. 

## Память
П. П. Свиньин в 1832 году писал, что одну из использованных Дмитрием Юрьевичем пищалей «показывали некогда любопытным в магистратской кладовой»:174. «Журнал Министерства внутренних дел» за сентябрь 1860 года сообщал, что в галичской «Городской Ратуше показывают несколько древних пушек, и предание относит одну из них ко временам Шемяки».